# 번분수
수학에서 번분수(繁分數, 영어: complex fraction, compound fraction)는 분수의 분자 또는 분모 또는 둘 다가 분수인 경우를 뜻한다.:65 모든 번분수는 일반적인 꼴의 분수로 고쳐 쓸 수 있다. 이는 추상적인 관점에서 분수체의 분수체는 자기 자신이기 때문이다.

## 단순화
분자와 분모가 분수인 번분수
{\displaystyle {\frac {\,{\dfrac {a}{b}}\,}{\dfrac {c}{d}}}}
는 분자와 분모가 정수인 분수의 꼴로 단순화할 수 있으며, 결과의 분자와 분모는 각각 비례식 {\displaystyle a:b=c:d}의 내항 및 외항과 같다. 한 가지 방법은 가장 바깥 쪽의 분수를 나눗셈 기호로 생각하여 두 분수의 몫을 계산하는 것이다.:78
{\displaystyle {\frac {\,{\dfrac {a}{b}}\,}{\dfrac {c}{d}}}={\frac {a}{b}}\div {\frac {c}{d}}={\frac {ad}{bc}}}
또 한 가지 방법은 분수의 분자와 분모에 동시에 같은 0이 아닌 수를 곱하면 분수의 값이 변하지 않는다는 성질을 사용한다. 분수의 분자와 분모가 정수가 되기 위해서는 분자의 분모의 배수이자 분모의 분모의 배수인 수를 곱해야 하며, 특히 이 둘의 곱을 곱하는수로 삼을 수 있다. 
{\displaystyle {\frac {\,{\dfrac {a}{b}}\,}{\dfrac {c}{d}}}={\frac {{\dfrac {a}{b}}\times bd}{{\dfrac {c}{d}}\times bd}}={\frac {ad}{bc}}}

## 연분수
번분수의 분자나 분모 역시 번분수일 수 있다. 유한 연분수는 번분수의 특수한 경우이다. 유한 연분수 {\displaystyle [a_{0};a_{1},\cdots ,a_{n}]}는 다음과 같이 정의된다.
{\displaystyle [a_{0};]=a_{0}}
{\displaystyle [a_{0};a_{1},\cdots ,a_{n}]=a_{0}+{\frac {1}{[a_{1};a_{2},\cdots ,a_{n}]}}}
예를 들어 다음과 같은 번분수는 연분수이다. 가장 안쪽의 번분수부터 차례대로 정리하여 일반적인 분수 꼴이 되게 할 수 있다.
{\displaystyle 1+{\frac {1}{2+{\dfrac {1}{3+{\dfrac {1}{4}}}}}}=1+{\frac {1}{2+{\dfrac {1}{\dfrac {13}{4}}}}}=1+{\frac {1}{2+{\dfrac {4}{13}}}}=1+{\frac {1}{\dfrac {30}{13}}}=1+{\frac {13}{30}}={\frac {43}{30}}}
무한 연분수 {\displaystyle [a_{0};a_{1},a_{2},\cdots ]}는 이를 확장한 개념이며, 다음과 같이 극한으로 정의된다.
{\displaystyle [a_{0};a_{1},a_{2},\cdots ]=\lim _{n\to \infty }[a_{0};a_{1},\cdots ,a_{n}]}
예를 들어, {\displaystyle 1=a_{0}=a_{1}=a_{2}=\cdots }를 취하면, 황금비의 연분수 표현을 얻는다. 이는 (1, 1, 1, ...)을 유한 연분수의 정의에 대입한 뒤 극한을 취하면, 이 무한 연분수가 방정식 {\displaystyle x=1+{\frac {1}{x}}}의 양의 실수 해임을 알 수 있기 때문이다.

## 같이 보기
- 분수 (수학)
- 나눗셈